# Dabney Herndon Maury

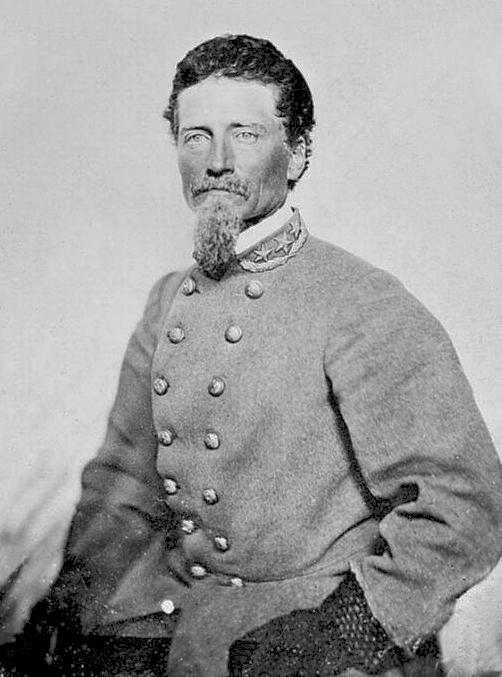
Dabney Herndon Maury

Dabney Herndon Maury (* 21. Mai 1822 in Fredericksburg, Virginia; † 11. Januar 1900 in Peoria, Illinois) war ein Offizier der US-Armee und späterer Generalmajor des Konföderierten Heeres während des Sezessionskrieges.
Maury wurde als Sohn des Marineoffiziers John Minor Maury geboren. Sein Vater starb, als er zwei Jahre alt war, und in der Folge wurde Dabney von seinem Onkel, dem bekannten Hydrografen Matthew Fontaine Maury, aufgezogen. Maury studierte an der University of Virginia, die er 1842 abschloss, und ging danach an die United States Military Academy nach West Point, New York. Er diente in der berittenen Infanterie, unter anderem im Mexikanisch-Amerikanischen Krieg, wo er in der Schlacht von Cerro Gordo schwer verwundet wurde.
Bis zum Ausbruch des Sezessionskrieges wechselten sich aktiver Dienst bei der berittenen Infanterie und Tätigkeiten als Ausbilder an der USMA oder an der Kavallerieschule in Carlisle Barracks, Pennsylvania ab. Nach dem Angriff auf Fort Sumter schloss sich Maury der konföderierten Armee an. Er diente zu Beginn als Oberst im Stab von General Earl Van Dorn, wurde nach der Schlacht von Pea Ridge zum Brigadegeneral befördert und erhielt ein Feldkommando. Maury kämpfte als Divisionskommandeur bei der Schlacht von Iuka sowie in der zweiten Schlacht von Corinth. Anschließend wurde er im November 1862 zum Generalmajor befördert. Er diente eine Zeit lang in der Umgebung von Vicksburg, bevor ihm schließlich der Wehrbereich Golf übertragen wurde. Zum Wehrbereich Golf gehörte die Stadt Mobile, Alabama, die Maury bis im April 1865 gegen die Nordstaaten verteidigte, schließlich aber räumen musste.
Nach dem Bürgerkrieg errichtete Maury eine Lehranstalt in Virginia, um Mathematik und klassische Literatur zu unterrichten. 1868 gründete er die Southern Historical Society. In späteren Jahren engagierte sich Maury in der Miliz und wurde US-amerikanischer Gesandter in Kolumbien. Maury starb am 11. Januar 1900 in Peoria.
Er liegt gemeinsam mit fünf anderen Offizieren auf dem Fredericksburg Confederate Cemetery in Fredericksburg begraben. Hier liegen mehr als 3300 Soldaten der Konföderierten Staaten begraben, davon sind 2184 als Unbekannt bestattet.